# Лисовская, Валентина Евгеньевна
Валенти́на Евге́ньевна Лисо́вская (12 февраля 1959, Ленинград, РСФСР, СССР — 12 марта 2023, Иваново, Россия) — советская и российская балерина, режиссёр, хореограф и балетмейстер. Заслуженная артистка Российской Федерации.

## Биография
Родилась 12 февраля 1959 года в Ленинграде.
В 1977 году Валентина Лисовская окончила Ленинградское академическое хореографическое училище, в 1983 году — Высшую профсоюзную школу культуры по специальности «Педагог и балетмейстер хореографии», а в 1988 году — консерваторию им. Римского-Корсакова.
С 1969 по 1987 год работала артисткой балета в Ленинградском театре музыкальной комедии. С 1988 по 1999 годы и с 2007 по 2018 год была главным балетмейстером Ивановского музыкального театра.
С первых шагов зарекомендовала себя как балетмейстер-постановщик с неординарным мышлением, привнесла в творческую жизнь театра и города Иваново авторский балет с современными новациями. Помимо своей основной работы она в 1991 году создала при театре хореографическую студию «Лисенок», многие из воспитанников которой связали свою судьбу с балетным искусством. Бывшие ученики школы балета в настоящее время являются руководителями многих танцевальных групп как в городе Иваново, так и в Ивановской области. Студия «Лисенок» до сих пор существует и продолжает работать. Среди балетов, поставленных на Ивановской сцене: «Бег иноходца» (Высоцкий), «Падший ангел», «На поле Куликовом», «Грешницы», «Бесприданница», «Эсмеральда», «Маскарад».
Балет «Звезда Парижа» (хореографическая версия истории жизни и песен Эдит Пиаф) шел на Ивановской сцене около 25 лет, а также имел успех в Голландии, Польше и Германии.
Помимо балетных спектаклей, Валентина Лисовская была балетмейстером-постановщиком во многих спектаклях театра. Это классические оперетты — «Сильва», «Марица», «Фраскита», «Цыганская любовь», «А зори здесь тихие», музыкальные комедии — «Рождественский детектив», «Подлинная история поручика Ржевского», «Донна Люция», «Квадрат любви», мюзиклы «Алые паруса», «Легенда», «Фанфан-Тюльпан», «Брак по-французски».
В 2007 году была удостоена звания Заслуженной артистки России.
Скончалась 12 марта 2023 года в городе Иваново на 65-м году жизни.